# Alexis Ohanian
Alexis Kerry Ohanian, noto anche con lo pseudonimo di kn0thing (New York, 24 aprile 1983), è un imprenditore statunitense, cofondatore del sito di social news Reddit.

## Biografia
Ohanian è nato a Brooklyn da madre tedesca (Anke) e padre armeno (Chris). I suoi avi paterni arrivarono negli Stati Uniti come rifugiati dopo il genocidio armeno. Ohanian ha frequentato la Howard high school di Ellicott City nel Maryland, diplomandovisi nel 2001; nel 2005 ha conseguito la laurea negli indirizzi di studi commercio e storia presso l'Università della Virginia.

### Carriera
Insieme all'amico Steve Huffman ha creato il noto sito di social news e intrattenimento Reddit, con l'obiettivo dichiarato di farne la "home page di internet". Ohanian è rimasto nel consiglio d'amministrazione di Reddit fino al 10 luglio 2015 quando la società, nuovamente indipendente, è tornata ad essere guidata solo dai due cofondatori; Ohanian si è ritirato dalla società a febbraio 2018.
Ohanian sottopose il sito all'acceleratore di start-up Y-Combinator nell'estate del 2005, che lo inserì nel suo primo gruppo di imprese su cui investire; già nel successivo 2006 è stato acquisito dalla casa editrice statunitense Condé Nast Publications per una cifra imprecisata, compresa tra i dieci e i venti milioni di dollari americani. Nel 2007 ha costituito la social enterprise Breadpig, che produce e commercializza geeky merchadising i cui introiti sono devoluti in beneficenza. Dopo aver lasciato la direzione di operativa di Reddit nel 2010, pur restando membro del consiglio d'amministrazione, Ohanian si è occupato di micro-credito lavorando nello Yemen per conto di Kiva.
Nel 2010 Ohanian ha contribuito a lanciare Hipmunk, un metamotore di ricerca dedicato ai viaggi, cessato nel mese di gennaio del 2020. Nel 2011, Ohanian e Garry Tan hanno cofondato la società di investimenti Initialized Capital: uno dei primi fondi ad investire in Coinbase, piattaforma di investimento in criptovaluta. Dal 2010 al 2016 Ohanian ha collaborato con Y Combinator, ricoprendo il ruolo di rappresentante generale nella East Coast degli Stati Uniti.

#### Attivismo in favore di Open internet
Tra il 2010 e il 2011, Ohanian si è pubblicamente pronunciato contro lo Stop Online Piracy Act del Congresso USA e il PROTECT IP Act del Senato USA, accendendo un dibattito pubblico sulla rete Internet che ha condotto, infine, al ritiro dei due progetti di legge. Da allora è diventato uno dei principali portavoce della campagna per un'internet aperta negli USA: in seguito alla sua propaganda, The Daily Dot lo ha posizionato in vetta alla sua lista dei dieci attivisti più influenti del 2012; Andy Greenberg della rivista Forbes lo ha definito il "sindaco di internet". 

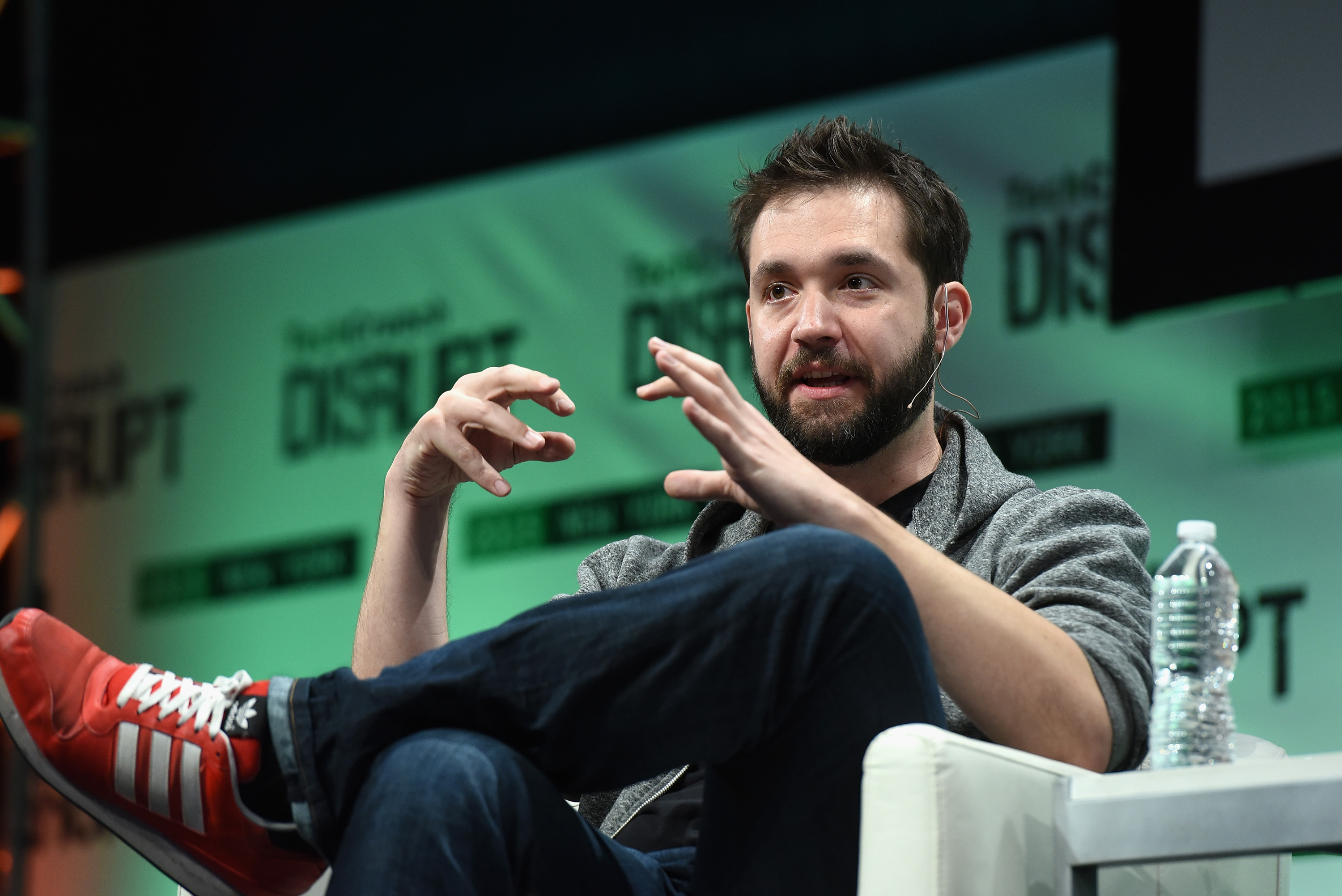
Ohanian a maggio 2015

### Attività nei media

#### Editoria
Il 1º ottobre 2013, Ohanian ha pubblicato "Without Their Permission: How the 21st Century Will Be Made, Not Managed" ("Senza il loro permesso: come il 21º secolo sarà realizzato, e non gestito").

#### Televisione
Nell'estate del 2013 Ohanian ha lanciato la trasmissione, trasmessa da The Verge, "Small Empires with Alexis Ohanian": una serie a frequenza settimanale incentrata sulle startup emergenti, ambientata a New York e conclusasi dopo due stagioni.

#### NYRD Radio
Il 15 ottobre 2014, Ohanian ha lanciato il podcast di NYRD Radio chiamato "Office Hours", nel quale aspiranti imprenditori sottopongono al conduttore idee da sviluppare, candidandosi a lavorare con lui.

#### Upvoted
L'8 gennaio 2015, Ohanian ha pubblicato il primo episodio del podcast di Reddit, "Upvoted": format d'approfondimento settimanale su una delle vicende condivise su Reddit, ospitando nella discussione gli utenti coinvolti.

## Vita privata
Il 29 dicembre 2016 Ohanian si è fidanzato con la tennista Serena Williams, che ha poi sposato il 16 novembre 2017 a New Orleans. La prima figlia della coppia, Alexis Olympia Ohanian Jr., è nata il 1 settembre 2017 a West Palm Beach, Florida. Il parto è stato difficoltoso, al punto da mettere in pericolo la stessa vita della moglie: nel periodo immediatamente successivo, Ohanian ha quindi dovuto seguire e curare in prima persona entrambe, divenendo da allora un aperto sostenitore del congedo di paternità. Nel 2023 è nata la seconda figlia della coppia, Adira.

## Premi e onorificenze
- Nel 2011 e nel 2012, Ohanian è stato nominato nella lista "30 under 30" di Forbes come una delle figure prominenti nel settore delle nuove tecnologie.[17][18]
- Nel 2013, Ohanian è stato inserito tra i champions of innovation nell'edizione celebrativa del ventesimo anniversario della rivista Wired.[19]
- Nel 2015, Ohanian è stato nominato nella lista di imprenditori "40 under 40" di Crain.[20]
- Nel 2016, Ohanian è stato inserito nella lista delle most creative people in business di Fast Company.[21]